# Veliki Školj (ö i Bosnien och Hercegovina)
Veliki Školj är en ö i Bosnien och Hercegovina.   Den ligger i entiteten Federationen Bosnien och Hercegovina, i den södra delen av landet, 120 km sydväst om huvudstaden Sarajevo.
I omgivningarna runt Veliki Školj växer i huvudsak blandskog. Runt Veliki Školj är det ganska glesbefolkat, med 22 invånare per kvadratkilometer.